# Andrij Stecenko
Andrij Wiktorowycz Stecenko (ukr. Андрій Вікторович Стеценко, ur. 8 kwietnia 1966) – ukraiński biznesmen, działacz sportowy, prezes klubu piłkarskiego Dnipro Dniepropetrowsk.

## Życiorys
Jako działacz sportowy w 1996 zaangażował się w pracę w klubie Dnipro Dniepropetrowsk, w którym został wybrany dyrektorem generalnym (prezesem).